# Maatschappelijke stage
Een maatschappelijke stage is een stage voor scholieren waarbij ze onbetaald vrijwilligerswerk doen om kennis te maken met het dragen van verantwoordelijkheid voor maatschappelijke belangen. Binnen het Nederlands onderwijs wordt het facultatief aangeboden; de stage is in Nederland van september 2011 tot eind 2014 een verplicht onderdeel geweest van het onderwijscurriculum.

## Doelen
Waar reguliere stages vooral beroepsvormend zijn, hebben maatschappelijke stages vooral karaktervorming tot doel. Maatschappelijke stage is een vorm van leren waarbij leerlingen in het voortgezet onderwijs vanuit school door middel van het doen van vrijwilligerswerk kennismaakten met en een onbetaalde bijdrage leverden aan de samenleving. Soms wordt een combinatie gezocht met andere soorten leerdoelen zoals het bevorderen van ondernemerschap. In dat geval ondernamen scholieren iets voor bijvoorbeeld een goed doel. Een variant op de maatschappelijke stage is service learning waarbij leerdoelen worden gerealiseerd door een koppeling te maken met vakinhouden van de school.

## De praktijk
Scholen mochten zelf bepalen of ze de verplichte maatschappelijke stage al dan niet onder schooltijd plaats laten vinden. De stage kon verschillende vormen aannemen zoals in de vorm van een project op school. Bijvoorbeeld een voorlichting over Amnesty laten opvolgen door het schrijven van brieven aan gevangenen, of voor een afval-project de school aanvegen en de grootte van de afvalberg bekijken. Ten aanzien van de uitwerking hadden de scholen veel vrijheid.

## Verplichte vorm binnen het onderwijs in Nederland
Op 5 juli 2011 werd een wetsvoorstel aangenomen waardoor alle scholieren in het voortgezet onderwijs vanaf september 2011 minimaal 30 uur verplicht een maatschappelijke stage moesten lopen. De stage werd wettelijk vormgegeven door het ministerie van Onderwijs, Cultuur en Wetenschap (OC&W) en het ministerie van Landbouw, Natuur en Voedselkwaliteit (LNV).
De invoering van de verplichte maatschappelijke stage had niet tot doel het onderwijs te veranderen of de last van docenten te verhogen. Het Rijk eiste dat de verplichte maatschappelijke stage werd opgenomen in het curriculum om te voorkomen dat school, docenten en leerlingen niet extra werden belast. In samenspraak en samenwerking met het ministerie van Landbouw, Natuur en Voedselkwaliteit werd gewerkt aan de verwezenlijking van 7500 groene maatschappelijke stageplaatsen om leerlingen zonder agrarische achtergrond kennis te laten maken met dier en natuur.
Voor de scholen zat de vergoeding in de lumpsumfinanciering; voor gemeenten (voor het vormgeven van de maatschappelijk makelaarsfunctie) zat de vergoeding in het gemeentefonds. Per 1 januari 2015 zijn de vergoedingen beëindigd.

### Weerstand en bijval
De verplichte maatschappelijke stage is door een websiteblogger ooit bestempeld als een vorm van dwangarbeid.
De verplichte maatschappelijke stage stuitte ook bij meerdere leerlingen op weerstand, echter uit onderzoek bleek 68% van de scholieren die een maatschappelijke stage hebben gelopen dit te beoordeelden als een waardevolle ervaring. 26% van de scholieren die een maatschappelijke stage had gelopen gaf aan dat de begeleiding van de school beter kon. Ruim een op de vijf (21%) scholieren zei na de stage nog vrijwilligerswerk te zijn blijven doen; nog eens 21 procent overwoog dat. 53% van de scholieren vond het een slechte zaak dat de maatschappelijke stage niet langer verplicht werd door het kabinet Rutte II. Twee derde van de 1100 jongeren uit het onderzoek die zelf de stage had gelopen, vond het zonde dat andere scholieren deze ervaring niet meekrijgen.